# Magomedkamil Magomedov
Magomedkamil Magomedov (ros. Магомедкамиль Магомедов; ur. 22 kwietnia 1987) – białoruski zapaśnik walczący w stylu wolnym. Zajął 21 miejsce na mistrzostwach świata w 2010. Trzynasty na mistrzostwach Europy w 2009. Brązowy medalista wojskowych MŚ w 2010. Czternasty w Pucharze Świata w 2010 roku.